# Peștișani
Peștișani est une commune roumaine située dans le județ de Gorj.

## Géographie

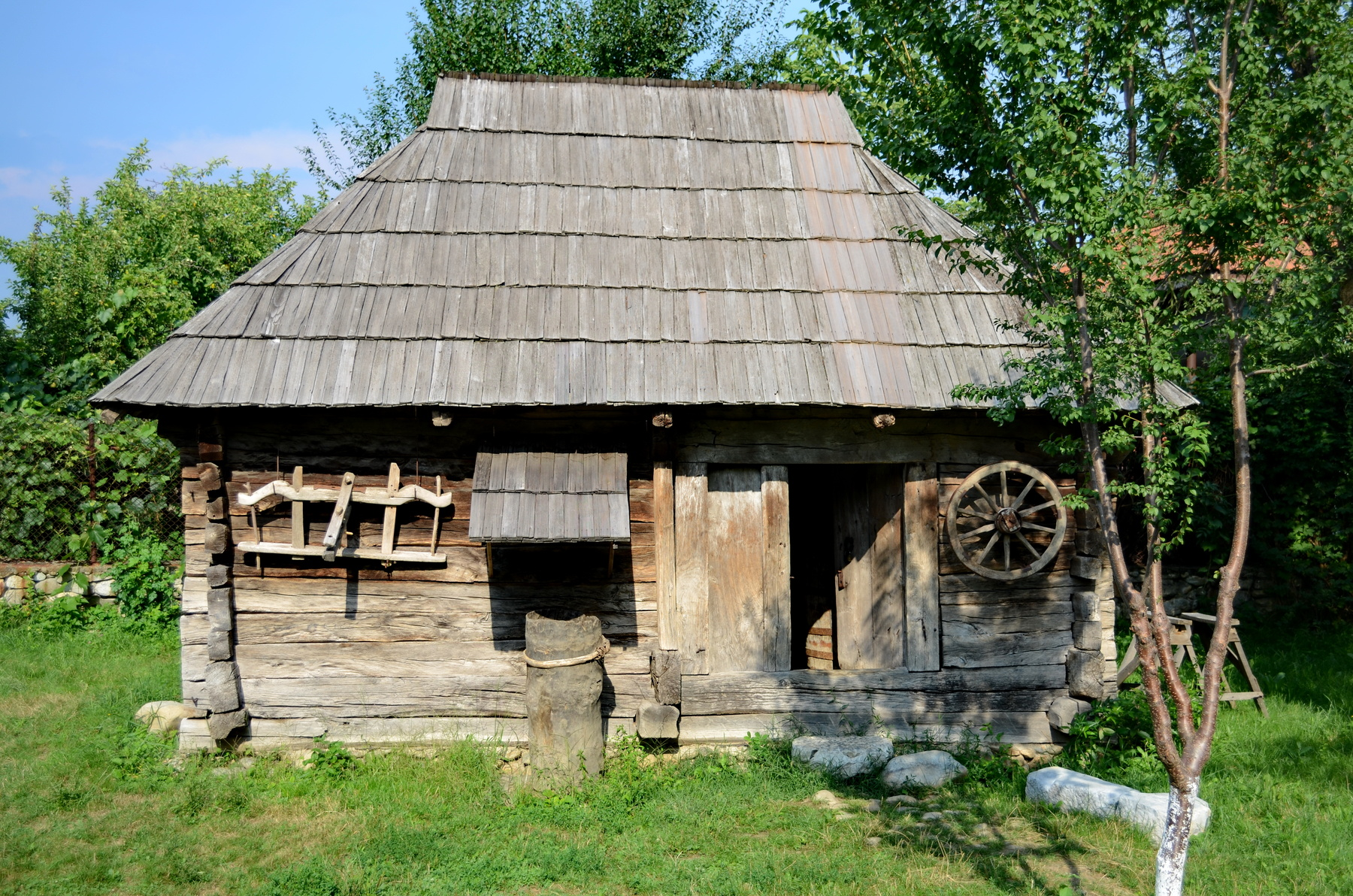
La Maison mémoriale Constantin-Brâncuși, en 2012.

## Personnalités liées à la commune
- Constantin Brâncuși (1876-1957), sculpteur roumain et français, né au village de Hobița (ro).

## Lieux et monuments
- Maison mémoriale Constantin-Brancusi (ro). Monument historique classé à Hobița et petit musée créé en 1971 et consacré au sculpteur. Cette humble habitation en bois n'est pas la véritable maison natale de Brâncuși, laquelle, située près du musée et elle aussi classée, est en trop mauvais état pour être visitable.